# Matt Bevin
Matthew Griswold "Matt" Bevin, född 9 januari 1967 i Denver i Colorado, är en amerikansk republikansk politiker. Han var Kentuckys guvernör 2015–2019.
Den 5 november 2019 förlorade Bevin sin omvalskampanj mot demokraten Andy Beshear.

## Biografi
Matt Bevin var den andra av sex barn födda till Avery och Louise Bevin. Han växte upp i landsbygdsstaden Shelburne, New Hampshire, i en liten bondgård uppvärmd av vedeldade spisar. Hans pappa arbetade på en träkvarn och hans mamma arbetade på deltid i en sjukhus intagningsavdelning. Vid 6 års ålder, tjänade Bevin pengar genom att förpacka och sälja frön till sina grannar.

## Guvernör i Kentucky
Bevin besegrade demokraten Jack Conway i guvernörsvalet 2015 trots att han hade legat efter i opinionsmätningarna.
Från och med maj 2016, hade Bevin ett av de lägsta gillande betygen bland de amerikanska guvernörerna.
Bevin undertecknade ett lagförslag i juni 2017 som tillåter att bibelklasser undervisas i kommunala skolor.
I april 2018, "garanterade" han att lärarnas strejk hade resulterat i att oövervakade barn blev utsatta för sexuella övergrepp, fysiskt skada eller blivit utsatta för gift och droger. Ordförande för Jefferson County lärarförening svarade det genom Bevins logik, att skolor borde aldrig ha några raster eller semestrar. Några dagar efter hans kontroversiella kommentarer i april, sa Bevin att hans avsikt var att inte skada människor och ursäktade för dem som hade blivit skadade av de saker som var sagt.
I juli 2018, efter att en federal domare avvisade hans plan att undersöka noggrant programmet, minskade Bevin Medicaid tand och syn försäkringsskydd för upp till 460 000 personer i Kentucky. Nedskärningarna var endast avsett att påverka arbetsförande vuxna, men strax efter att nedskärningarna genomfördes, visade det statliga Medicaid datorsystemet att vissa barn, funktionshindrade vuxna och gravida kvinnor hade förlorat försäkringsskydd. Tandläkare har sagt att de var tvungna att avvisa barn bort, inklusive en del med signifikant karies.

## Privatliv
År 1996 gifte sig Matt Bevin med Glenna och hade sex barn. År 2003, dog deras 17-åriga dotter Brittiney i en bilolycka nära familjens hem.
Paret adopterade fyra barn - mellan 2 och 10 år - från Etiopien i juni 2012. Bevin-familjen är den största familjen att bo i guvernörens herrgård i Kentucky sedan den byggdes 1914.